# Oeneis chryxus
Oeneis chryxus är en fjärilsart som beskrevs av Doubleday 1849. Oeneis chryxus ingår i släktet Oeneis och familjen praktfjärilar. Inga underarter finns listade i Catalogue of Life.